# Euphorbia haeleeleana
Euphorbia haeleeleana, tên tiếng Anh: Kauaʻi Spurge hoặc ʻAkoko, là một loài thực vật có hoa thuộc họ đại kích, Euphorbiaceae, là loài đặc hữu quần đảo Kauaʻi và Oaʻhu ở Hawaii. Nó mọc rở các khu rừng khô, rừng ẩm thấp ven biển, và rừng ẩm thấp hỗn hợp ở độ cao 205–670 m (673–2.198 ft). Các cây thường mọc cạnh bao gồm ʻōhiʻa lehua (Metrosideros polymorpha), koa (Acacia koa), lama (Diospyros sandwicensis), kukui (Aleurites moluccana), ʻaʻaliʻi (Dodonaea viscosa), wiliwili (Erythrina sandwicensis), hala pepe (Pleomele spp.), ʻohe kukuluāeʻo (Reynoldsia sandwicensis), và āulu (Sapindus oahuensis). Kauaʻi Spurge là một cây cỡ nhỏ, ở độ cao 3–14 mét (9,8–45,9 ft). Chúng hiện đang bị đe dọa vì mất môi trường sống.